# ليزا ديفيس (مديرة)
ليزا ديفيس (بالإنجليزية: Lisa Davis)‏ هي مديرة أمريكية، ولدت في 15 أكتوبر 1963 في الولايات المتحدة.

## روابط خارجية
- ليزا ديفيس على موقع مونزينجر (الألمانية)